# Кейптаун (стадіон)
«Кейптаун Стедіум» (англ. Cape Town Stadium — стадіон Кейптауна) — новий стадіон в Кейптауні, ПАР, побудований для проведення ігор з регбі та футболу. Стадіон побудований на місці старого стадіону «Грін Пойнт», зруйнованого в 2007 році. Спочатку новий стадіон називався так само, як старий, «Грін Пойнт», але в 2009 році міська рада Кейптауна затвердила нову назву «Кейптаун Стедіум», 28 жовтня стадіон був офіційно перейменований.. Арена вміщує 68 тис. глядачів. 
Під час чемпіонату світу з футболу в 2010 році на арені було проведено п'ять матчів першого етапу, один другого, один чвертьфінал і один півфінал.